# 朝日時代小説大賞
朝日時代小説大賞（あさひじだいしょうせつたいしょう）は、株式会社朝日新聞出版の設立を記念して2009年に創設された同社が主催する公募の文学賞である。朝日新聞社出版部門の伝統を受け継ぎつつ、21世紀の新たな時代小説の書き手を発掘することを目的とする。「従来の枠にとらわれない時代小説の書き手を発掘する賞」をうたっている。未発表の長編の時代小説が募集されている。賞金として大賞受賞者には200万円が贈呈される。テレビ朝日が協賛しており、優秀な作品はテレビ朝日でのドラマ化が検討される。入選作は『小説トリッパー』で発表される。受賞作は朝日新聞出版より刊行される。2018年９月、第10回を最後に休止が発表された。

## 最終選考委員
- 第1 - 3回：児玉清、縄田一男、山本一力
- 第4回：縄田一男、山本一力、山本兼一
- 第5回：縄田一男、松井今朝子、山本兼一
- 第6回：縄田一男、松井今朝子
- 第7回：縄田一男、葉室麟、松井今朝子

## 受賞作一覧
特記がなければ、初刊は朝日新聞出版、文庫は朝日文庫刊。
| 回（年）         | 応募総数 | 賞     | 受賞作                               | 著者       | 初刊       | 文庫化     |
| ---------------- | -------- | ------ | ------------------------------------ | ---------- | ---------- | ---------- |
| 第1回（2009年）  | 381編    | 受賞   | 該当作なし                           | 該当作なし | 該当作なし | 該当作なし |
| 第1回（2009年）  | 381編    | 候補   | 「或いは躍りて淵に在り」             | 平野正和   |            |            |
| 第1回（2009年）  | 381編    | 候補   | 「銀湾初風」                         | 天田式     |            |            |
| 第1回（2009年）  | 381編    | 候補   | 「橘の里」                           | 浅野竜     |            |            |
| 第1回（2009年）  | 381編    | 候補   | 「平賀源内でいこう！」               | 福田政雄   |            |            |
| 第2回（2010年）  | 163編    | 受賞   | 「忍び外伝」                         | 乾緑郎     | 2010年11月 | 2013年10月 |
| 第2回（2010年）  | 163編    | 候補   | 「島守たちの挽歌」                   | 清村春雪   |            |            |
| 第2回（2010年）  | 163編    | 候補   | 「薬種御庭番」                       | 高田在子   |            |            |
| 第3回（2011年）  | 161編    | 受賞   | 「隈取絵師」                         | 平茂寛     | 2012年3月  |            |
| 第3回（2011年）  | 161編    | 候補   | 「凜として、雲」                     | 小崎真也   |            |            |
| 第3回（2011年）  | 161編    | 候補   | 「蟷螂の斧」                         | 手塚歪     |            |            |
| 第3回（2011年）  | 161編    | 候補   | 「樺戸監獄異聞 緋色の轍」            | 三笠咲     |            |            |
| 第4回（2012年）  | 146編    | 受賞   | 「無名の虎」                         | 仁志耕一郎 | 2012年11月 |            |
| 第4回（2012年）  | 146編    | 候補   | 「ただ君がため」                     | 新井宏至   |            |            |
| 第4回（2012年）  | 146編    | 候補   | 「西ノ岡の詐欺師」                   | 金丸洋明   |            |            |
| 第4回（2012年）  | 146編    | 候補   | 「北越潜行伝――我ラハ朝敵ニ非ズ」     | 三笠咲     |            |            |
| 第5回（2013年）  | 182編    | 受賞   | 「火男」                             | 吉来駿作   | 2013年12月 |            |
| 第5回（2013年）  | 182編    | 候補   | 「孤城、陥ちず」                     | 新井宏至   |            |            |
| 第5回（2013年）  | 182編    | 候補   | 「闇夜に散る紅葉と式」               | 今桐継     |            |            |
| 第5回（2013年）  | 182編    | 候補   | 「流星の秋」                         | 金丸洋明   |            |            |
| 第5回（2013年）  | 182編    | 候補   | 「関白殿ご謀叛」                     | 指方恭一郎 |            |            |
| 第6回（2014年）  | 190編    | 受賞   | 該当作なし                           | 該当作なし | 該当作なし | 該当作なし |
| 第6回（2014年）  | 190編    | 優秀作 | 「大坂誕生」                         | 片山洋一   | 2015年3月  |            |
| 第6回（2014年）  | 190編    | 優秀作 | 「決戦！熊本城――肥後加藤家改易始末」 | 松永弘高   | 2015年3月  |            |
| 第6回（2014年）  | 190編    | 候補   | 「マノエル在昌」                     | 市原麻里子 |            |            |
| 第6回（2014年）  | 190編    | 候補   | 「謀りの島」                         | 仁藤次郎   |            |            |
| 第7回（2015年）  | 182編    | 受賞   | 「信長の肖像」                       | 志野靖史   | 2015年12月 |            |
| 第7回（2015年）  | 182編    | 候補   | 「疾風、滝川一益」                   | 佐々木興一 |            |            |
| 第7回（2015年）  | 182編    | 候補   | 「西の暁」                           | 森山光太郎 |            |            |
| 第8回（2016年）  | 203編    | 受賞   | 「堀に吹く風」                       | 木村忠啓   |            |            |
| 第8回（2016年）  | 203編    | 候補   | 「翡翠の力士」                       | 天野行人   |            |            |
| 第8回（2016年）  | 203編    | 候補   | 「約束の汀」                         | 森裕之     |            |            |
| 第8回（2016年）  | 203編    | 候補   | 「八咫烏の裔」                       | 森山光太郎 |            |            |
| 第9回（2017年）  | 197編    | 受賞   | 「商人伊賀を駆ける」                 | 諏訪宗篤   |            |            |
| 第9回（2017年）  | 197編    | 候補   | 「奥州復興」                         | 過能健二   |            |            |
| 第9回（2017年）  | 197編    | 候補   | 「室町の流星」                       | 森裕之     |            |            |
| 第10回（2018年） | 160編    | 受賞   | 「火神子―天孫に抗いし者―」           | 森山光太郎 |            |            |
| 第10回（2018年） | 160編    | 候補   | 「黒鉄のサムライ」（「安土」改題）   | 住吉海音   |            |            |
| 第10回（2018年） | 160編    | 候補   | 「忠治の女と用心棒」                 | 森裕之     |            |            |
| 第10回（2018年） | 160編    | 候補   | 「火神子―天孫に抗いし者―」           | 森山光太郎 |            |            |